# ODTÜ Falcons 2024
Questa voce raccoglie le informazioni riguardanti gli ODTÜ Falcons nelle competizioni ufficiali della stagione 2024.

## 1. Lig 2024

### Stagione regolare
| Ankara 9 marzo 2024, ore 13:00 1ª giornata | Gazi Warriors | 16 – 20 | ODTÜ Falcons | ODTÜ Falcons Arena |

| Düzce 17 marzo 2024, ore 14:00 2ª giornata | Istanbul Bisons | 7 – 0 | ODTÜ Falcons | Düzce Üniversitesi Futbol Sahası |

| Ankara 7 aprile 2024, ore 14:00 3ª giornata | ODTÜ Falcons | 21 – 27 | Istanbul Bulls | ODTÜ Falcons Arena |

| Ankara 21 aprile 2024, ore 15:30 4ª giornata | ODTÜ Falcons | 10 – 7 | Boğaziçi Sultans | ODTÜ Falcons Arena |

| Smirne 27 aprile 2024, ore 17:30 5ª giornata | İzmir Halcyons | 25 – 20 | ODTÜ Falcons | Balçova Spor Kompleksi |

| Ankara 12 maggio 2024, ore 17:00 6ª giornata | ODTÜ Falcons | 21 – 14 | ITÜ Hornets | ODTÜ Falcons Arena |

| Ankara 19 maggio 2024, ore 16:00 7ª giornata | ODTÜ Falcons | 32 – 14 | Koç Rams | ODTÜ Falcons Arena |

### Playoff
| Smirne 26 maggio 2024, ore 18:30 Semifinale | İzmir Halcyons | 30 – 19 | ODTÜ Falcons | Balçova Spor Kompleksi |

## Statistiche di squadra
| Competizione      | %Vittorie | In casa | In casa | In casa | In casa | In casa | In casa | In trasferta | In trasferta | In trasferta | In trasferta | In trasferta | In trasferta | Totale | Totale | Totale | Totale | Totale | Totale |
| Competizione      | %Vittorie | G       | V       | N       | P       | Pf      | Ps      | G            | V            | N            | P            | Pf           | Ps           | G      | V      | N      | P      | Pf     | Ps     |
| ----------------- | --------- | ------- | ------- | ------- | ------- | ------- | ------- | ------------ | ------------ | ------------ | ------------ | ------------ | ------------ | ------ | ------ | ------ | ------ | ------ | ------ |
| Stagione regolare | .571      | 4       | 3       | 0       | 1       | 84      | 62      | 3            | 1            | 0            | 2            | 40           | 48           | 7      | 4      | 0      | 3      | 124    | 110    |
| Playoff           | .000      | 0       | 0       | 0       | 0       | 0       | 0       | 1            | 0            | 0            | 1            | 19           | 30           | 1      | 0      | 0      | 1      | 19     | 30     |
| Totale            | .500      | 4       | 3       | 0       | 1       | 84      | 62      | 4            | 1            | 0            | 3            | 59           | 78           | 8      | 4      | 0      | 4      | 143    | 140    |